# نمایش فوتبال
نمایش فوتبال (به انگلیسی: Pigskin Parade) فیلمی در ژانر موزیکال و کمدی به کارگردانی دیوید باتلر است که در سال ۱۹۳۶ منتشر شد. این فیلم داستان زن و شوهری را روایت می‌کند که هر دو مربی فوتبال کالجی هستند و می‌خواهند بازیکنی را قانع کنند تا برای تیمشان بازی کند تا بتوانند به سطح اول رقابت‌ها بروند. نویسندگی این کار بر عهدهٔ ویلیام کانسلمن، ماری کلی، نت پرن، آرتور شیکمن، هری توگند و جک یلن بود.
استوارت اروین (که برای بازی در این فیلم نامزد جایزه اسکار نقش مکمل شد)، پتسی کلی، جک هالی، بتی گریبل، جودی گارلند (اولین تجربهٔ بازی در فیلم سینمایی)، گریدی ساتن، تونی مارتین، الیشا کوک جونیور و آرلاین جادج ستارگان این فیلم هستند. این فیلم سینمایی توسط فاکس قرن بیستم پخش شد.

## بازیگران
- استوارت اروین
- پتسی کلی
- جک هالی
- بتی گریبل
- جودی گارلند
- گریدی ساتن
- تونی مارتین
- الیشا کوک جونیور
- آرلین جاج
- چارلز سی. ویلسون
- جولیوس تانن